# Strada statale 47 (Polonia)
La strada statale 47 (sigla DK 47, in polacco droga krajowa 47) è una strada statale polacca che attraversa il Paese da Rabka-Zdrój a Zakopane.